# Paratropeza atra
Paratropeza atra là một loài ruồi trong họ Tachinidae.